# Georges Delfanne
Georges Delfanne, pseud. Christian Masuy (ur. 22 stycznia 1913 w Brukseli, zm. 1 października 1947 w Fort de Montrouge) – belgijski skrajnie prawicowy bojówkarz, współpracownik Gestapo podczas II wojny światowej
W latach 30. należał do bojówek rexistów Leona Degrelle'a. Podczas pobytu w Niemczech pomagał Żydom za pieniądze w wyjechaniu za granicę, za co został aresztowany w Kolonii. Zwolniono go po podjęciu współpracy z hitlerowskim wywiadem. W 1940 przyjechał do okupowanej Francji, nawiązując kontakty z czołowymi kolaborantami Jakiem Doriotem i Marcelem Bucardem. Wkrótce wstąpił do francuskich służb pomocniczych Gestapo. Zajmował się organizowaniem infiltracji ruchu oporu, głównie siatek konspiracyjnych "Parsifal" i "Défense de la France". Aresztował ponad 800 ich członków, część z nich osobiście przesłuchując i torturując. Zapisał się jako jeden z najbardziej brutalnych agentów Gestapo. Pod koniec wojny zbiegł do frankistowskiej Hiszpanii, lecz został wytropiony przez Amerykanów, którzy oddali go w ręce Francuzów. Po procesie został skazany na karę śmierci przez rozstrzelanie, wykonaną 1 października 1947 w Fort de Montrouge.